# Sultan Mastura
Sultan Mastura (Bayan ng Sultan Mastura) är en kommun i Filippinerna. Kommunen tillhör provinsen Shariff Kabunsuan och ligger på ön med samma namn.
Sultan Mastura är indelat i 13 barangayer.